# Nuevo México
Nuevo México is een plaats in de Mexicaanse staat Jalisco. De plaats heeft 62.397 inwoners (census 2010) en valt onder de gemeente Zapopan.